# Jerzy II (patriarcha Aleksandrii)
Jerzy II – chalcedoński patriarcha Aleksandrii w latach 1021–1051. Panował za panowania kalifa przyjaznego chrześcijanom.